# Elviria
Elviria är ett område i östra Marbella på Costa del Sol i södra Spanien, beläget i ett kuperat område några kilometer öster om centralorten. Folkmängden uppgick till 3 255 invånare i början av 2014.
I Elviria finns det en relativt stor tysk koloni och här finns också den tyska skolan på Costa del Sol.